# Arnaldo Fusinato
Pour les articles homonymes, voir Fusinato.
Arnaldo Fusinato (Schio, 25 novembre 1817 - Vérone, 28 décembre 1888) était un poète et patriote italien.

## Biographie
Fils de l'avocat arsien Giovanni Battista et de Rosa Maddalozzo, il fait ses premières études au collège « Cordellina » de Vicence puis, de 1831 à 1836, au Collegio dei nobili de Padoue rattaché au séminaire épiscopal. Il s'inscrit ensuite en droit à l'université de Padoue, où il obtient une licence en droit public en 1841.
Pendant ses années universitaires, il fréquente le « Caffè Pedrocchi » et l'« Osteria del Leon Bianco » avec les poètes Giovanni Prati et Aleardo Aleardi, étudiants en droit comme lui. Il séjourne à plusieurs reprises à Castelfranco Veneto où il devient membre de l'« Accademia dei Filoglotti » en 1840. En 1841, il publie son premier recueil de poèmes à Udine : « Il sale ed il tabacco, cicalata... ».
Nombre de ses poèmes ludiques et romantiques datent également de ses années d'études. Il a collaboré avec le journal Caffè Pedrocchi, attirant ainsi l'attention de la police autrichienne. La situation politique et culturelle de ces années-là se caractérisait en effet par un manque de liberté, notamment pour les intellectuels et les personnes qui ne se conformaient pas strictement à la pensée politique dominante. Un épisode qui le voit, avec son jeune frère Clément, matraquer de nuit des soldats croates remonte à 1839 ; blessé à la gorge, il parvient à s'échapper, tandis que son frère est arrêté et temporairement suspendu de l'université.
Après avoir obtenu son diplôme, il retourne à Schio pour son apprentissage dans l'atelier de son père, mais sans réel intérêt pour la profession ; il poursuit sa collaboration avec le "Caffè Pedrocchi", publiant des satires en vers comme Fisiologia del lino et Lo studente di Padova.
En mars 1848, les villes de Lombardie-Vénétie se soulèvent, forçant les garnisons autrichiennes à battre en retraite. Il a ensuite consacré son engagement patriotique à toutes les phases de la première guerre d'indépendance italienne.
Fusinato, alors âgé de trente ans, crée à Schio un « Corps libre de croisés », d'environ deux cents volontaires, et mène quelques actions à Vallarsa. Les 17 et 18 mars, la ville de Vicence se soulève également ; Arnaldo Fusinato, après avoir combattu dans la bataille de Sorio, est en première ligne dans la défense de la ville assiégée, en garnissant la colline de Setteventi avec sa compagnie le 24 mai. Tout fut vain et Vicence dut se rendre le 10 juin, alors qu'il était engagé à Monte Berico, avec son frère, à la tête de cinquante volontaires, les « Schio Bersaglieri ». C'est à cette époque que Fusinato a composé la chanson Canto degli insorti.
Ayant perdu Vicence, Fusinato s'exile d'abord à Ferrare, puis à Gênes et à Florence. En 1849, il se précipite à Venise, où la république de Saint-Marc avait été proclamée, et sert comme lieutenant dans les « Cacciatori delle Alpi » qui gardent l'Île du Vieux-Lazaret (Isola del Lazzaretto vecchio) et dans la défense de Marghera. Là aussi, malgré la défense épique menée par Daniele Manin, la ville a dû se rendre aux forces autrichiennes après presque un an. Dans le poème L'ultima ora di Venezia (La dernière heure de Venise), on peut lire tout le découragement que Fusinato ressentait dans ces moments (le passage est célèbre : « La maladie fait rage / la casserole a disparu / sur le pont on agite / le drapeau blanc » [« Il morbo infuria / il pan ci manca / sul ponte sventola / bandiera bianca »]). C'est peut-être l'une de ses chansons les plus précieuses en termes de sincérité et d'émotion. Les deux derniers vers ont été rendus célèbres ces derniers temps par la célèbre chanson de Franco Battiato Bandiera bianca.
Après la chute de Venise, Fusinato s'installe avec sa femme - la comtesse Anna Colonna, qu'il avait épousée pendant le siège - dans sa ville natale de Schio mais, après la mort de celle-ci d'une tuberculose pulmonaire en 1852, il déménage à Castelfranco pour rester avec sa belle-mère.
En 1853-1854, il publie la première édition de ses poèmes rassemblés en deux volumes à Venise et à Milan. En 1855-1857, il écrit des vers dans des revues féminines de Milan, comme le Corriere delle dame et La Ricamatrice. En 1856, il épouse en secondes noces à Venise la poétesse Erminia Fuà et en 1860 naît son fils Guido.
En 1855, Fusinato collabore avec Giuseppe Verdi en traduisant du français I vespri siciliani (Les vêpres siciliennes), représenté en décembre de la même année à Parme avec le titre Giovanna di Guzman (première création italienne).
Suspecté par la police, il émigre à Florence en août 1864, où il fréquente principalement des émigrants de Vénétie, dont Sebastiano Tecchio, Giuseppe Alvisi et Niccolò Tommaseo. Après l'annexion de la Vénétie au royaume d'Italie, il refuse d'être candidat dans les circonscriptions de Schio et Castelfranco en 1866 et dans la circonscription de Feltre en 1870. En 1867, il est nommé commandeur de l'ordre des Saints-Maurice-et-Lazare.

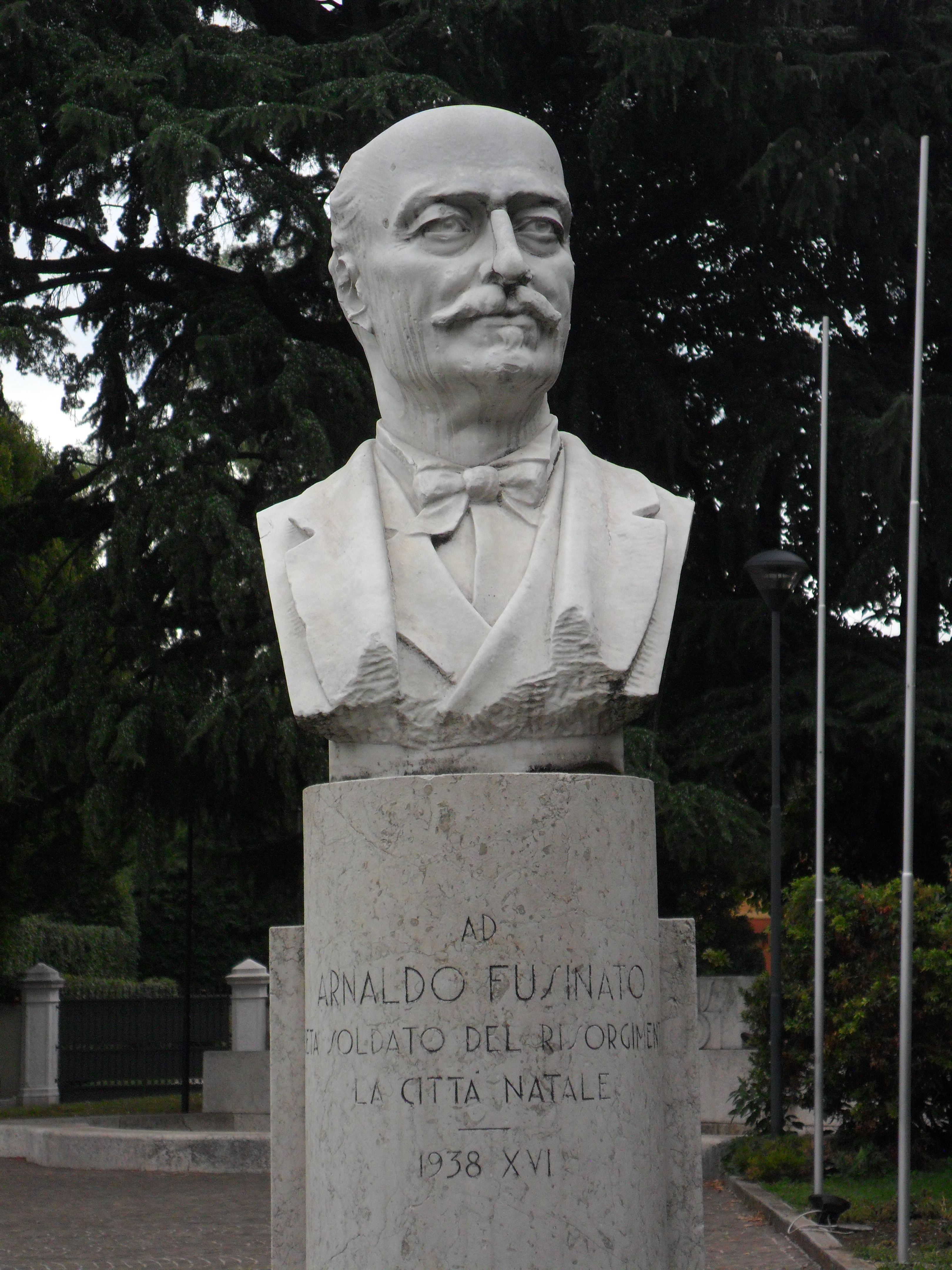
Buste d'Arnaldo Fusinato (Parc des donneurs de sang à Schio)

En 1874, il s'installe à Rome, où plus tard - se trouvant en grande difficulté financière - il trouve un emploi au Sénat du royaume d'Italie comme directeur du bureau de révision des procès-verbaux, grâce aussi à l'intérêt de Giovanni Prati. Sa deuxième femme est également décédée et lorsque sa fille Teresita a épousé un caissier de la Banque nationale en 1884, il l'a suivie d'abord à Udine, puis à Vérone.
Il est décédé dans cette ville en 1888, mais a été enterré dans le cimetière de Verano, à côté de sa femme Erminia. En 1911, le conseil municipal de Vicence a donné son nom à une rue de la ville.

### Poétique
Fusinato était très populaire pour sa veine simple, ses sujets évidents, sa métrique facile et chantante ; à son époque, il était appelé « l'homme le plus à la mode de toute l'Italie ».
Du point de vue littéraire, il a d'abord imité Antonio Guadagnoli dans la poésie ludique, Giuseppe Giusti dans les poèmes satiriques sur la fatuité et l'hypocrisie des mœurs, puis il s'est approché des tons de Giovanni Berchet dans les poèmes sentimentaux et le lyrisme patriotique.

## Principaux travaux
Poèmes patriotiques
- L'illuminazione degli Apennini (1846)
- Maria Luigia e Francesco I (1848)
- Il canto degli insorti (1848)
- Alla nobil donna C. R. S. (1848)
- A Genova (1848)
- Il popolo a Carlo Alberto (1848)
- Per album (1848)
- Per la nobile fanciulla settenne S. P. (1848)
- Il profugo (1849)
- L'ultima ora di Venezia (1849)
- Addio Venezia (1849)
- A Monsignor Fransoni (1850)
- L'esigliato a Parigi, ad Angelo Comello (1851)
- Il lamento della spia (1851)
- Il Passatore a Forlimpopoli (1851)
- Un programma politico (1855)
- Si annunzia il giornale (1856)
- La confessione di Asmodeo (1857)
- A Sua Grazia Asmodeo I (1856)
- Un consiglio d'amico (1857)
- Don Pirlone (1857)
- Al don Pirlone del Pungolo (1857)
- A fra Fusina (1857)
- A don Pirlone (1857)
- Il mio programma ministeriale (1857)
- Asmodeo I in extremis (1858)
- Petizione di fra Fusina contro don Fuso (1858)
- Risposta di don Fuso contro fra Fusina (1858)
- Replica di fra Fusina contro don Fuso (1858)
- Sentenza dell'Uomo di pietra nella controversia don Fuso - fra Fusina
- Al reverendo padre Lamoricière (1860)
- Il giallo e il nero (1863)
- Dio ci ajuti (1863)
- La questione veneta (1863)
- Goldoni che parte per la Francia (1865)

## Note
1. 1 2 3 4  Luca Pes, op. cit.
2. 1 2 3 4  Giarolli, 1955 p. 181.
3. ↑  "brandissons les fusils, les piques, les couteaux ; frères, frères, courons à Pugnar"
4. ↑  Au théâtre Carlo Felice, il participe à une performance poétique et musicale avec Goffredo Mameli afin de récolter des fonds pour la défense de Venise
5. ↑  Contenu de l'album La voce del padrone de 1981
6. ↑  Le Muse, De Agostini, Novara, 1966, Vol.V, pag. 141

## Source
- (it) Cet article est partiellement ou en totalité issu de l’article de Wikipédia en italien intitulé « Arnaldo Fusinato » (voir la liste des auteurs).